# George Brown (matelot)
 (mai 2025).
Pour les articles homonymes, voir George Brown (homonymie) et Brown.
George Brown est un matelot de l'équipage du ketch USS Intrepid lors du raid qui a détruit la frégate USS Philadelphia, qui avait été capturée par les troupes tripolitaines, dans le port de Tripoli pendant la première guerre barbaresque.

## Biographie
George Brown est entré dans la marine en tant que matelot à bord du Lucky Little Enterprise à Malte, le 8 juillet 1803. Il a d'abord servi sous les ordres du lieutenant Isaac Hull, faisant partie du vaillant équipage de cette célèbre goélette qui protégeait les navires de commerce américains contre les pirates barbaresques le long des côtes espagnoles et contre les navires de guerre tripolitains qui croisaient en Méditerranée. Le lieutenant Stephen Decatur Jr. a échangé son commandement avec le lieutenant Isaac Hull le 9 novembre 1803, Brown ayant été promu quartier-maître cinq jours plus tôt. 
Le 23 décembre, le Enterprise captura le célèbre ketch Mastico qui avait quitté ses amarres dans le port de Tripoli avec l'intention de naviguer vers Constantinople. Brown se porte volontaire pour faire partie de l'équipage de ce tristement célèbre ketch qui est aménagé à Syracuse et rebaptisé USS Intrepid par le commodore Preble. 
Le 3 février 1804, le Intrépide, commandé par le valeureux Decatur, fait route vers les côtes de Tripoli. Dans la nuit du 16 février 1804, les braves hommes entrent dans le port à bord d'une goélette de 60 tonnes à quatre canons et se dirigent vers la frégate américaine USS Philadelphia, capturée, qui se trouve à une demi-portée de fusil du château de Bashaw et de la principale batterie côtière. Deux croiseurs ennemis étaient proches de son côté tribord et les canonnières ennemies se trouvaient au large de sa proue tribord. 
Sous prétexte d'avoir perdu l'ancre, le pilote du Intrépid convainc les Tripolitains à bord du Philadelphia qu'il s'agit d'un navire marchand en provenance de Malte et obtient l'autorisation de s'amarrer à la ligne de la frégate capturée. En un instant, Decatur remonte la chaîne centrale du Philadelphia, suivi par soixante hommes et officiers, dont Brown, qui se battent à l'épée contre les Tripolitains, les balayent par-dessus bord et restent jusqu'à ce que des flammes s'échappent des écoutilles et des sabords du Philadelphia vers le ciel. Alors que le Intrépid s'approchait de la frégate, les flammes s'élevèrent jusqu'au gréement supérieur et les canons chargés du Philadelphia devinrent si chauds qu'ils s'abattirent sur la ville. Un quart d'heure à peine après l'abordage, les braves sortent du port sous le feu des batteries côtières ennemies. 
Cet exploit étonnant a été accompli avec un seul homme légèrement blessé. Avant qu'ils ne soient sortis du port, Brown eut la satisfaction de voir le Philadelphia, véritable torche, dériver sous le château de Bashaw où il fut complètement consumé. Decatur rapporte que le sang-froid et l'intrépidité de ses hommes étaient tels « qu'ils caractériseront à jamais, j'en suis sûr, le goudron américain. » Cet « exploit le plus audacieux de l'époque » a suscité un nouveau respect et un nouvel éclat pour l'Amérique et a considérablement accru le prestige des États-Unis et de sa marine dans le monde entier. Deux mois de salaire ont été accordés à chaque membre de l'équipage du Intrepid et le Congrès a accordé à Decatur le cadeau d'une épée en remerciement de l'accomplissement d'une tâche d'importance nationale. 
Brown retourne avec Decatur sur le Enterprise le 20 février 1804 et prend part aux attaques de canonnières et aux bombardements de Tripoli. Il est transféré sur la frégate USS John Adams (1799) le 20 septembre 1804 et retourne avec elle aux États-Unis. Il a été détaché du service le 22 mars 1805 et aucune autre trace de service naval n'a été retrouvée.

## Hommage
Un destroyer de la marine américaine (US Navy) a été baptisé USS Brown (DD-546) en son honneur.

## Source
- (en) Cet article est partiellement ou en totalité issu de l’article de Wikipédia en anglais intitulé « USS Brown (DD-546) » (voir la liste des auteurs).